# Phyllotocus bimaculatus
Phyllotocus bimaculatus är en skalbaggsart som beskrevs av Wilhelm Ferdinand Erichson 1842. Phyllotocus bimaculatus ingår i släktet Phyllotocus och familjen Melolonthidae. Inga underarter finns listade i Catalogue of Life.